# Xabier Castillo Aranburu
Xabier Castillo Aranburu (Durango, 29 de març de 1986) és un exfutbolista professional basc que jugava com a lateral esquerre.